# Lijst van afleveringen van Fringe
Dit is een lijst met afleveringen van de Amerikaanse televisieserie Fringe. Een overzicht van alle afleveringen is hieronder te vinden. In Nederland wordt de serie uitgezonden door Net5 en SBS6 (herhalingen). In Vlaanderen door de zender VIER.

## Seizoen 1: 2008-2009
| #  | Titel | Schrijver                                               | Datum eerste uitzending | Datum eerste uitzending | Datum eerste uitzending                              |
| #  | Titel | Schrijver                                               | Verenigde Staten        | Nederland               | België                                               |
| -- | --- | ------------------------------------------------------- | ----------------------- | ----------------------- | ---------------------------------------------------- |
| 1  | "Pilot" | J.J. Abrams, Roberto Orci & Alex Kurtzman               | 9 september 2008        | 6 september 2009        | 29 januari 2012 (deel 1) en 5 februari 2012 (deel 2) |
| 1  | Wanneer een vliegtuig landt op automatische piloot op de luchthaven van Boston, blijkt dat iedereen aan boord dood is. Een mysterieus virus, dat iedereen binnen enkele minuten levend heeft verteerd, heeft zich aan boord verspreid. Olivia Dunham, een FBI agente, wordt belast met deze vreemde zaak. Wanneer haar vriend John Scott (ook een FBI agent) op hun zoektocht naar meer informatie door een ontploffing ook met het virus in contact komt, moet ze samenwerken met Walter Bishop (een verwarde professor) en zijn zoon Peter, om het leven van John te kunnen redden. Maar dat loopt helemaal niet zoals gepland. |                                                         |                         |                         |                                                      |
| 2  | "The Same Old Story" | J.J. Abrams, Roberto Orci & Jeff Pinkner                | 16 september 2008       | 13 september 2009       | 12 februari 2012                                     |
| 2  | Olivia, Walter en Peter onderzoeken de vreemde dood van een vrouw die een nog vreemder kind baarde. Ze was slechts een paar uur zwanger, maar al na enkele uren bevalt ze van een volgroeide baby. Die baby is een paar minuten later een man van 80 jaar oud en sterft eveneens. |                                                         |                         |                         |                                                      |
| 3  | "The Ghost Network" | David H. Goodman & J.R. Orci                            | 23 september 2008       | 20 september 2009       | 19 februari 2012                                     |
| 3  | Een man die de toekomst kan zien, voorspelt een reeks terroristische aanslagen. Olivia en haar team proberen de aanslagen te voorkomen. |                                                         |                         |                         |                                                      |
| 4  | "The Arrival" | J.J. Abrams & Jeff Pinkner                              | 30 september 2008       | 27 september 2009       | 26 februari 2012                                     |
| 4  | Het team onderzoekt een cilinder die bij een aanslag in New York ongehavend uit de explosie komt. Olivia ontdekt een relatie tussen verschillende merkwaardige gebeurtenissen. |                                                         |                         |                         |                                                      |
| 5  | "Power Hungry" | Jason Cahill & Julia Cho                                | 14 oktober 2008         | 4 oktober 2009          | 4 maart 2012                                         |
| 5  | Een man die elektriciteit kan beïnvloeden en beheersen, wordt verdacht van enkele moorden. Olivia krijgt visioenen over John, haar partner. Die visioenen zijn het gevolg van het experiment dat ze in de eerste aflevering onderging. Zo ontdekt ze enkele van zijn schuilplaatsen en vindt er een hoop dossiers die verband houden met 'het patroon'. |                                                         |                         |                         |                                                      |
| 6  | "The Cure" | Felicia D. Henderson & Brad Caleb Kane                  | 21 oktober 2008         | 11 oktober 2009         | 11 maart 2012                                        |
| 6  | Een vrouw met een mysterieuze ziekte verdwijnt uit een ziekenhuis en komt terug boven water in Milford, Massachusetts, waar de mensen om haar heen doodvallen door de straling rondom haar. |                                                         |                         |                         |                                                      |
| 7  | "In Which We Meet Mr. Jones" | J.J. Abrams & Jeff Pinkner                              | 11 november 2008        | 18 oktober 2009         | 18 maart 2012                                        |
| 7  | Een parasiet nestelt zich in het lichaam van een stervende FBI agent. Olivia moet naar Duitsland om te weten te komen van een gevangene hoe de parasiet te stoppen. |                                                         |                         |                         |                                                      |
| 8  | "The Equation" | J.R. Orci & David H. Goodman                            | 18 november 2008        | 25 oktober 2009         | 25 maart 2012                                        |
| 8  | De ontvoering van een jonge muzikant wordt gevolgd door een aantal lichtflitsen. De ontwikkeling in dat verhaal doet Walter denken aan iets wat hij heeft gehoord in het psychiatrisch ziekenhuis waar hij zat. Om de ontvoering op te lossen maant Olivia Walter terug te gaan naar het ziekenhuis. |                                                         |                         |                         |                                                      |
| 9  | "The Dreamscape" | Zack Whedon & Julia Cho                                 | 25 november 2008        | 1 november 2009         | 1 april 2012                                         |
| 9  | Een werknemer van Massive Dynamic springt uit het raam wanneer hij denkt aangevallen te worden door wat vlinders. Olivia's connectie met John Scott, haar voormalige partner, helpt haar de zaak op te lossen maar ze is de visioenen beu en kruipt terug in de tank. Ondertussen ontdekken Peters vijanden dat hij terug in Boston is. |                                                         |                         |                         |                                                      |
| 10 | "Safe" | David H. Goodman & Jason Cahill                         | 2 december 2008         | 8 november 2009         | 8 april 2012                                         |
| 10 | Mitchell Loeb gebruikt de uitvinding die hij gestolen heeft in 'The Equation' voor een reeks bankovervallen. Hij steelt hiermee ook een uitvinding van Walter waarmee hij kan teleporteren en bevrijdt zo David Robert Jones uit de gevangenis. David ontvoert hierna Olivia. |                                                         |                         |                         |                                                      |
| 11 | "Bound" | J.J. Abrams, Jeff Pinkner, Roberto Orci & Alex Kurtzman | 20 januari 2009         | 15 november 2009        | 15 april 2012                                        |
| 11 | De afdeling Fringe Science wordt doorgelicht. Olivia kan ontsnappen uit de handen van David. Bij haar terugkeer krijgt ze meteen een nieuwe zaak voor de kiezen. Een epidemioloog sterft op een vrij bizarre manier; een eencellige verkoudheidsbacil neemt enorme proporties aan in zijn lichaam. Olivia kan de moord linken aan Mitchell Loeb en hem ook arresteren. |                                                         |                         |                         |                                                      |
| 12 | "The No-Brainer" | David H. Goodman & Brad Caleb Kane                      | 27 januari 2009         | 22 november 2009        | 22 april 2012                                        |
| 12 | Het trio onderzoekt de dood van een tiener en een autoverkoper, wier hersenen gesmolten zijn na het bekijken van een video op hun computer. Alle slachtoffers kunnen gelinkt worden aan een ontslagen programmeur. Maar dan ontvangt Olivia ook de video op haar pc en kan ze nog net op tijd vermijden dat haar nichtje de video te zien krijgt. |                                                         |                         |                         |                                                      |
| 13 | "The Transformation" | Zach Whedon & J.R. Orci                                 | 3 februari 2009         | 29 november 2009        | 29 april 2012                                        |
| 13 | Een passagier van een vliegtuig ondergaat een angstaanjagende metamorfose tijdens de vlucht. Olivia en Peter moeten voorkomen dat dit geheime 'wapen' verder verspreid wordt. Tijdens het onderzoek komt Olivia meer te weten over haar ex-partner John en zijn verleden. |                                                         |                         |                         |                                                      |
| 14 | "Ability" | David H. Goodman                                        | 10 februari 2009        | 6 december 2009         | 6 mei 2012                                           |
| 14 | Duitse agenten onderzoeken de ontsnapping van David Robert Jones en ondervragen Olivia hierover. |                                                         |                         |                         |                                                      |
| 15 | "Inner Child" | Brad Caleb Kane & Julia Cho                             | 7 april 2009            | 13 december 2009        | 13 mei 2012                                          |
| 15 | Er is een kind gevonden onder een oud gebouw, het kind moet eerst wennen aan zijn nieuwe omgeving. Ondertussen is Olivia bezig met het onderzoeken van een opnieuw teruggekeerde serie moordenaar. Uiteindelijk geeft het kind steeds hints om de seriemoordenaar te vinden en op te pakken. |                                                         |                         |                         |                                                      |
| 16 | "Unleashed" | Zack Whedon & J.R. Orci                                 | 14 april 2009           | 20 december 2009        | 20 mei 2012                                          |
| 16 | Een groep dierenactivisten wordt vermoord tijdens hun poging een dier uit een laboratorium te bevrijden, dat in de natuur niet voorkomt. |                                                         |                         |                         |                                                      |
| 17 | "Bad Dreams" | Akiva Goldsman                                          | 21 april 2009           | 27 december 2009        | 27 mei 2012                                          |
| 17 | Olivia droomt over een zelfmoord op het centraal station. Ondertussen komen er choquerende feiten over Olivia’s verleden boven tafel. |                                                         |                         |                         |                                                      |
| 18 | "Midnight" | J.H. Whyman & Andrew Kreisberg                          | 28 april 2009           | 3 januari 2010          | 3 juni 2012                                          |
| 18 | Als er een seriemoordenaar steeds vaker toeslaat, doen Olivia, Peter en Walter er alles aan om hem te stoppen. |                                                         |                         |                         |                                                      |
| 19 | "The Road Not Taken" | Akiva Goldsman                                          | 5 mei 2009              | 10 januari 2010         | 10 juni 2012                                         |
| 19 | Olivia krijgt plotseling last van visioenen. Ze gebruikt deze om een zaak op te lossen, waarbij een vrouw uit het niets levend verbrandt. |                                                         |                         |                         |                                                      |
| 20 | "There's More Than One of Everything" | -                                                       | 12 mei 2009             | 17 januari 2010         | 17 juni 2012                                         |
| 20 | Een persoon die dicht bij het team staat, wordt aangevallen. Ook keert bio-terrorist David Robert Jones terug. Ondertussen verdwijnt Walter en vraagt Nina Olivia om een gunst. |                                                         |                         |                         |                                                      |

## Seizoen 2: 2009-2010
| #  | Titel | Schrijver | Datum eerste uitzending | Datum eerste uitzending | Datum eerste uitzending |
| #  | Titel | Schrijver | Verenigde Staten        | Nederland               | België                  |
| -- | --- | --- | ----------------------- | ----------------------- | ----------------------- |
| 1  | "A New Day in the Old Town" | J.J. Abrams, Roberto Orci & Alex Kurtzman                                                                          | 17 september 2009       | 24 januari 2010         | 30 september 2012       |
| 1  | Als Olivia terugkeert van een alternatieve realiteit, probeert Peter meer informatie los te krijgen over haar bezoek. Ondertussen maakt Walter iets lekkers voor zijn zoons verjaardag en Broyles heeft te maken met een eventuele stillegging van de Fringe afdeling door de regering. | |                         |                         |                         |
| 2  | "Night of Desirable Objects" | Jeff Pinkner & J.H. Wyman                                                                                          | 24 september 2009       | 7 maart 2010            | 7 oktober 2012          |
| 2  | Als een wegwerker op mysterieuze wijze verdwijnt, leidt het onderzoek naar een ondergrondse tunnel. Hier doet het team een verontrustende ontdekking… | |                         |                         |                         |
| 3  | "Fracture" | David Wilcox | 1 oktober 2009          | 14 maart 2010           | 14 oktober 2012         |
| 3  | Peter, Olivia en Walter doen onderzoek naar een bomaanslag op een treinstation. Walter ontdekt iets vreemds aan de verongelukten. | |                         |                         |                         |
| 4  | "Momentum Deferred" | Zack Stentz & Ashley Edward Miller                                                                                 | 8 oktober 2009          | 21 maart 2010           | 21 oktober 2012         |
| 4  | Walter geeft agent Dunham, die nog steeds herstellende is van haar traumatische ervaring, een speciale behandeling. Ondertussen doet het team onderzoek naar een serie overvallen. | |                         |                         |                         |
| 5  | "Dream Logic" | Josh Singer | 15 oktober 2009         | 28 maart 2010           | 28 oktober 2012         |
| 5  | Als een man in Seattle plotseling gek wordt en zijn baas aanvalt, doet het team onderzoek naar deze zaak. | |                         |                         |                         |
| 6  | "Earthling" | J.H. Wyman & Jeff Vlaming                                                                                          | 5 november 2009         | 4 april 2010            | 4 november 2012         |
| 6  | Als er op mysterieuze wijze doden vallen, leidt het onderzoek het team naar een astronaut die bezeten werd door een buitenaards wezen. | |                         |                         |                         |
| 7  | "Of Human Action" | Robert Chiapetta & Glen Whitman                                                                                    | 12 november 2009        | 11 april 2010           | 11 november 2012        |
| 7  | Als twee mannen een jongen met een speciale gave ontvoeren, ontdekt Peter wie achter de ontvoering zit. | |                         |                         |                         |
| 8  | "August" | J.H. Wyman & Jeff Pinkner                                                                                          | 19 november 2009        | 18 april 2010           | 25 november 2012        |
| 8  | De Observer ontvoert een student. Als het team hier onderzoek naar doet, komen ze erachter dat er meer dan één Observer is. | |                         |                         |                         |
| 9  | "Snakehead" | David Wilcox | 3 december 2009         | 25 april 2010           | -                       |
| 9  | Nadat een schip ten onder is gegaan, ligt de kust bezaaid met lichamen. Het team onderzoekt de lichamen en komt erachter dat het eigenlijk grote parasieten zijn. | |                         |                         |                         |
| 10 | "Grey Matters" | Ashley Edward Miller & Zack Stentz                                                                                 | 10 december 2009        | 2 mei 2010              | -                       |
| 10 | Een patiënt wiens hersenen open en bloot liggen na een operatie, vertoont miraculeus herstel. Het team onderzoekt de zaak, waarbij Olivia een bijzondere ontdekking doet. | |                         |                         |                         |
| 11 | "Unearthed" | David H. Goodman & Andrew Kreisberg                                                                                | 11 januari 2010         | 6 juni 2010             | -                       |
| 11 | Niet eerder uitgezonden aflevering van seizoen 1 (S01E21) | |                         |                         |                         |
| 12 | "Johari Window" | Josh Singer | 14 januari 2010         | 9 mei 2010              | -                       |
| 12 | Als er drie vreemde moorden worden gepleegd, reist het team af naar het plaatsje Edina. Hier doen ze een vreselijke ontdekking… | |                         |                         |                         |
| 13 | "What Lies Below" | Jeff Vlaming | 21 januari 2010         | 16 mei 2010             | -                       |
| 13 | Een man overlijdt in een kantoorpand aan een onbekend virus. Het virus probeert op intelligente wijze te ontsnappen uit het pand. Het Fringe-team moet ervoor zorgen dat het virus niet het pand uitkomt.                                                                               | |                         |                         |                         |
| 14 | "The Bishop Revival" | Glen Whitman & Robert Chiappetta                                                                                   | 28 januari 2010         | 23 mei 2010             | -                       |
| 14 | Een selecte groep bruiloftsgasten stikt op mysterieuze wijze. Het team leidt dit incident terug tot onderzoek van de vader van Walter, Robert Bischov, die wetenschapper was voor de nazi's in de Tweede Wereldoorlog.                                                                  | |                         |                         |                         |
| 15 | "Jacksonville" | Ashley Edward Miller & Zack Stenz                                                                                  | 4 februari 2010         | 30 mei 2010             | -                       |
| 15 | Na een aardbeving in New York blijken een gebouw en alle personen erin samengesmolten te zijn. Het team reist af naar Jacksonville om een gave uit Olivia's verleden terug te halen. Met deze gave zou Olivia een volgende gebeurtenis kunnen voorspellen.                              | |                         |                         |                         |
| 16 | "Peter" | Jeff Pinkner, J.H. Wyman & Josh Singer (teleplay) J.H. Wyman, Jeff Pinkner, Akiva Goldsman & Josh Singer (verhaal) | 1 april 2010            | 10 september 2010       | -                       |
| 16 | Als Olivia erachter komt dat Peter niet van deze wereld is, blikt Walter met haar terug op het jaar 1985 en legt hij haar uit wat er gebeurd is. | |                         |                         |                         |
| 17 | "Olivia. In the Lab. With the Revolver" | Matthew Pitts | 8 april 2010            | 17 september 2010       | -                       |
| 17 | Als een gezonde vrouw binnen enkele minuten plotseling overlijdt, doet het team onderzoek naar de zaak. | |                         |                         |                         |
| 18 | "White Tulip" | J.H. Wyman & Jeff Vlaming                                                                                          | 15 april 2010           | 24 september 2010       | -                       |
| 18 | Als de passagiers van een treincoupé allemaal plotseling overlijden, doet het team een schokkende ontdekking. Ondertussen schrijft Walter een brief aan Peter waarin hij het een en ander probeert te verduidelijken.                                                                   | |                         |                         |                         |
| 19 | "The Man from the Other Side" | Josh Singer & Ethan Gross                                                                                          | 22 april 2010           | 2 januari 2011          | -                       |
| 19 | Als de lichamen van twee tieners worden gevonden, doet het team onderzoek naar de zaak. Peter wordt achterdochtig door het gedrag van Walter. | |                         |                         |                         |
| 20 | "Brown Betty" | Jeff Pinkner, J.H. Wyman & Akiva Goldsman                                                                          | 29 april 2010           | 2 januari 2011          | -                       |
| 20 | Walter Bishop vertelt aan het nichtje van Olivia een spannend verhaal waarin alle hoofdpersonages voorkomen. In dit verhaal speelt Olivia een detective die ervoor moet zorgen dat Walter zijn glazen hart terug krijgt, zodat hij niet sterft.                                         | |                         |                         |                         |
| 21 | "Northwest Passage" | Ashley Miller, Zack Stentz, Nora Zuckerman & Lilla Zuckerman                                                       | 6 mei 2010              | 9 januari 2011          | -                       |
| 21 | Peter onderzoekt samen met een lokale agent een seriemoord, die in connectie staat met Newton. Walter twijfelt of hij moet teruggaan naar St. Claire en iemand van de andere wereld legt een bezoek af.                                                                                 | |                         |                         |                         |
| 22 | "Over There (deel 1)" | Jeff Pinkner & J.H. Wyman                                                                                          | 13 mei 2010             | 9 januari 2011          | -                       |
| 22 | Walter en Olivia reizen naar een parallelle universum en de langverwachte ontmoeting met Walter en William Bell vindt plaats. | |                         |                         |                         |
| 23 | "Over There (deel 2)" | Jeff Pinkner & J.H. Wyman                                                                                          | 20 mei 2010             | 16 januari 2011         | -                       |
| 23 | Offers worden gebracht en beide universa zullen nooit meer hetzelfde zijn nadat Walter en Olivia een bezoek brengen aan de 'andere kant'. | |                         |                         |                         |

## Seizoen 3: 2010-2011
| #  | Titel | Schrijver                                   | Datum eerste uitzending | Datum eerste uitzending | Datum eerste uitzending |
| #  | Titel | Schrijver                                   | Verenigde Staten        | Nederland               | België                  |
| -- | --- | ------------------------------------------- | ----------------------- | ----------------------- | ----------------------- |
| 1  | "Olivia" | J.H. Wyman & Jeff Pinkner                   | 23 september 2010       | 16 januari 2011         | -                       |
| 1  | Na de schokkende gebeurtenissen van de laatste afleveringen van het tweede seizoen, leeft Olivia gevangen in de alternatieve wereld. Ze probeert een weg te vinden om terug naar huis te komen. In de tussentijd zijn Peter en Walter verdergegaan met hun leven samen met de verwisselde Olivia. |                                             |                         |                         |                         |
| 2  | "The Box" | Josh Singer & Graham Roland                 | 30 september 2010       | 23 januari 2011         | -                       |
| 2  | Het Fringe-team aan deze kant onderzoekt een mysterieuze zaak, waarin mensen worden ontdekt in een staat van trance. Deze staat leidt geleidelijk tot de dood. Een ongewoon object in het verhaal, een mysterieuze doos. In de tussentijd wordt belangrijke informatie over de toekomst bekendgemaakt als Walter en Nina elkaar ontmoeten bij Massive Dynamic voor de emotionele lezing van William Bell's testament.                           |                                             |                         |                         |                         |
| 3  | "The Plateau" | Alison Schapker & Monica Owusu-Breen        | 7 oktober 2010          | 23 januari 2011         | -                       |
| 3  | Het Fringe-team onderzoekt een rij van incidenten met duidelijke toevalligheden. Terwijl de misdaden doorgaan, is het team in een race tegen de klok om potentiële slachtoffers te beschermen. In de tussentijd deelt Walternate zijn strategische plan met Kolonel Broyles terwijl Olivia vastloopt in haar visioenen. |                                             |                         |                         |                         |
| 4  | "Do Shapeshifters Dream of Electric Sheep?" | David Wilcox & Matthew Pitts                | 14 oktober 2010         | 30 januari 2011         | -                       |
| 4  | Een Amerikaanse senator komt in het ziekenhuis te liggen na een ongeval. De senator blijkt een hoog gerangeerde shapeshifter te zijn. Newton is bezorgd en handelt om de situatie onder controle te houden. Walter verhuisd zijn team voor onderzoek naar Massive Dynamic en komt in een benauwde situatie terecht. |                                             |                         |                         |                         |
| 5  | "Amber 31422" | Josh Singer & Ethan Gross                   | 4 november 2010         | 30 januari 2011         | -                       |
| 5  | De alternatieve Fringe-divisie onderzoekt een beveiligingsinbreuk wanneer iemand zijn tweelingbroer bevrijdt uit een "Amber" quarantainegebied. Walternate experimenteert met Olivia, en Olivia wordt achtervolgd door visioenen, over Peter. |                                             |                         |                         |                         |
| 6  | "6955 kHz" | Robert Chiappetta & Glen Whitman            | 11 november 2010        | 6 februari 2011         | -                       |
| 6  | De Fringe-divisie aan deze kant onderzoekt een bizar fenomeen. 15 mensen in het oostelijk kustgebied lijden aan geheugenverlies nadat ze naar dezelfde frequentie op kun korte golf radio's geluisterd hebben. Ondanks Walters afkeur gaat Peter door met bouwen aan het super vernietigingswapen. Juist op het moment dat de Fauxlivia en Peter het beter met elkaar kunnen vinden, neemt de verwachting van Olivia's terugkeer drastisch toe. |                                             |                         |                         |                         |
| 7  | "The Abducted" | David Wilcox & Graham Roland                | 18 november 2010        | 6 februari 2011         | -                       |
| 7  | Aan de andere kant slaat een serie-ontvoerder na twee jaar weer een nieuwe slag. Olivia duikt diep in de details van de ontvoering, en maakt, omdat het haar te heet onder de voeten wordt, ondertussen plannen om terug naar haar kant te gaan, waarvoor ze Henry de taxichauffeur inschakelt. |                                             |                         |                         |                         |
| 8  | "Entrada" | Jeff Pinkner & J.H. Wyman                   | 2 december 2010         | 20 februari 2011        | -                       |
| 8  | Als Olivia moeite heeft met het terugkeren naar haar wereld, krijgt ze hulp uit onverwachte hoek. Ondertussen is Fauxlivia’s list ontdekt en moet ze vluchten voor Peter en de anderen. |                                             |                         |                         |                         |
| 9  | "Marionette" | Alison Schapker & Monica Owusu-Breen        | 9 december 2010         | 27 februari 2011        | -                       |
| 9  | Het team aan deze kant wordt opgeroepen om een zaak te onderzoeken waarbij een hart is gestolen. Terwijl ze de orgaandief achtervolgen, komt Olivia tot de ontdekking dat Peter een relatie had met haar tegenhanger. |                                             |                         |                         |                         |
| 10 | "The Firefly" | J.H. Wyman & Jeff Pinkner                   | 21 januari 2011         | 6 maart 2011            | -                       |
| 10 | Er wordt om Walters hulp gevraagd bij het rectificeren van een fout. Ondertussen blijkt een gepensioneerde muzikant te zijn bezocht door zijn zoon waarvan men dacht dat hij al lange tijd dood was. |                                             |                         |                         |                         |
| 11 | "Reciprocity" | Josh Singer                                 | 28 januari 2011         | 5 juni 2011             | -                       |
| 11 | Walter vraagt Nina of ze het verband tussen Peter en het Doomsday apparaat begrijpt, terwijl het team de montage van het Doomsday apparaat bij Massive Dynamic bezoekt. Ondertussen veroorzaakt de ontdekking van een lijk een enorm onderzoek. |                                             |                         |                         |                         |
| 12 | "Concentrate and Ask Again" | Matthew Pitts & Graham Roland               | 4 februari 2011         | 12 juni 2011            | -                       |
| 12 | Het CDC roept de hulp van het Fringe-team in bij het onderzoeken van de dood van een wetenschapper wiens beenderen uit elkaar vielen door een mysterieuze blauwe wolk. Iemand uit het verleden van Walter stemt met tegenzin in om het team te helpen ... ondanks hun verbinding met Olivia. |                                             |                         |                         |                         |
| 13 | "Immortality" | David Wilcox & Ethan Gross                  | 11 februari 2011        | 19 juni 2011            | -                       |
| 13 | Aan de andere kant, voert een wetenschapper menselijke experimenten uit met kevers die hun weg eten uit hun gastheer. Fauxlivia wordt ondertussen herenigd met haar vriend, en Walternate ontdekt dat er een aantal grenzen zijn die hij nooit zal over gaan. |                                             |                         |                         |                         |
| 14 | "6B" | Glen Whitman & Robert Chiappetta            | 18 februari 2011        | 26 juni 2011            | -                       |
| 14 | Het Fringe-team bezoekt een weduwe die verbonden is met een mysterieuze gebeurtenis die invloed heeft op de grens tussen de twee universa. Ondertussen proberen Peter en Olivia de problemen tussen hen op te lossen. |                                             |                         |                         |                         |
| 15 | "Subject 13" | Jeff Pinkner & J. H. Wyman & Akiva Goldsman | 25 februari 2011        | 3 juli 2011             | -                       |
| 15 | In een blik op het verleden, worden de zes maanden nadat de jonge Peter werd gered van het meer onderzocht, en het verleden van Olivia wordt geopenbaard. |                                             |                         |                         |                         |
| 16 | "Os" | Josh Singer & Graham Roland                 | 11 maart 2011           | 10 juli 2011            | -                       |
| 16 | Terwijl Walter pogingen doet om een manier om de verspreiding van vortices aan deze zijde te stoppen, onderzoekt het team een reeks diefstallen gepleegd door criminelen die de zwaartekracht kunnen trotseren. |                                             |                         |                         |                         |
| 17 | "Stowaway" | H. Wyman & Jeff Pinkner & Akiva Goldsman    | 18 maart 2011           | 17 juli 2011            | -                       |
| 17 | Vingerafdrukken op de plaats van een schijnbare zelfmoord leiden het Fringe-team naar een schijnbaar onsterfelijke vrouw. Ze krijgen daarbij hulp van Agent Lee. |                                             |                         |                         |                         |
| 18 | "Bloodline" | Alison Schapker & Monica Owusu-Breen        | 25 maart 2011           | 24 juli 2011            | -                       |
| 18 | Aan de andere kant ontdekt Fauxlivia dat er mensen zijn die er alles aan doen om haar ongeboren baby, die het geheim van veilig reizen naar deze kant kan bevatten te verkrijgen. |                                             |                         |                         |                         |
| 19 | "Lysergic Acid Diethylamide" | Jeff Pinkner & J. H. Wyman & Akiva Goldsman | 15 april 2011           | 31 juli 2011            | -                       |
| 19 | De aanwezigheid van het bewustzijn van William Bell in het lichaam van Olivia dreigt haar gedachten permanent te wissen, tenzij Walter en Peter extreme maatregelen nemen. |                                             |                         |                         |                         |
| 20 | "6:02 AM EST" | David Wilcox & Josh Singer & Graham Roland  | 22 april 2011           | 7 augustus 2011         | -                       |
| 20 | Walternate activeert zijn machine, wat leidt tot verwoesting aan deze kant. Peter beseft dat hij geen andere keuze heeft dan om de machine in te gaan en te proberen het circuit te breken. Ondertussen beslist Fauxlivia om beide werelden te redden door te proberen om Peter terug te brengen naar Walternate en hem te overtuigen om de machine te stoppen.                                                                                 |                                             |                         |                         |                         |
| 21 | "The Last Sam Weiss" | Monica Owusu-Breen & Alison Schapker        | 29 april 2011           | 14 augustus 2011        | -                       |
| 21 | Als verwoesting zich verspreidt aan deze kant, is het aan Walter, Olivia en Sam Weiss om een manier te vinden om de vernietiging te stoppen en ontdekken ze dat maar één individu de mogelijkheid heeft om Peter de toegang tot de Machine te verschaffen. |                                             |                         |                         |                         |
| 22 | "The Day We Died" | Akiva Goldsman & J. H. Wyman & Jeff Pinkner | 6 mei 2011              | 21 augustus 2011        | -                       |
| 22 | In het jaar 2026, doet de Fringe Division pogingen om een terroristische organisatie, namelijk End of Days, te stoppen. Maar ze zijn zich er niet bewust van dat de organisatie hulp krijgt van Walternate, die van plan is om ervoor te zorgen dat deze kant wordt vernietigd op dezelfde manier als zijn kant was. |                                             |                         |                         |                         |

## Seizoen 4: 2011-2012
| #  | Titel | Schrijver | Datum eerste uitzending | Datum eerste uitzending | Datum eerste uitzending |
| #  | Titel | Schrijver | Verenigde Staten        | Nederland               | België                  |
| -- | --- | --------- | ----------------------- | ----------------------- | ----------------------- |
| 1  | "Neither Here Nor There" | -         | 23 september 2011       | 13 november 2011        | -                       |
| 1  | De teams van beide werelden werken samen om een zaak met een shapeshifter op te lossen, en Agent Lincoln Lee voegt zich bij het team in deze wereld en niemand kan zich het bestaan van Peter Bishop herinneren. |           |                         |                         |                         |
| 2  | "One Night in October" | -         | 30 september 2011       | 20 november 2011        | -                       |
| 2  | Het team van deze wereld helpt het team van de andere wereld met een onderzoek naar een serie moorden waarbij de moordslachtoffers van binnenuit worden bevroren. |           |                         |                         |                         |
| 3  | "Alone in the World" | -         | 7 oktober 2011          | 27 november 2011        | -                       |
| 3  | Terwijl Walter probeert om te gaan met zijn hallucinaties, neemt het Fringe-team een geval op zich van twee 12-jarigen die onder mysterieuze omstandigheden overleden na het pesten van een andere jongen terwijl hun lichamen met een opmerkelijke snelheid ontbinden.                                                                                    |           |                         |                         |                         |
| 4  | "Subject 9" | -         | 14 oktober 2011         | 4 december 2011         | -                       |
| 4  | Walter voelt zich gedwongen om het lab voor het eerst in jaren te verlaten, als hij en Olivia naar Massive Dynamic gaan om naar bestanden te zoeken die een van Walter's Cortexiphan proefpersonen kan verbinden met een nieuwe serie misdaden die zij onderzoeken.                                                                                        |           |                         |                         |                         |
| 5  | "Novation" | -         | 4 november 2011         | 11 december 2011        | -                       |
| 5  | Iedereen zit nog in de nasleep van de schokkende gebeurtenissen. De boel lijkt pas echt te escaleren, wanneer de shapeshifters terug keren waarbij een voormalige wetenschapper van Massive Dynamic betrokken is. Ondertussen ontmoet Walter in zijn laboratorium Nina Sharp.                                                                              |           |                         |                         |                         |
| 6  | "And Those We Left Behind" | -         | 11 november 2011        | 18 december 2011        | -                       |
| 6  | Het team moet een patroon zien te vinden in een reeks afwijkingen in de tijd. Tijdens het onderzoek komen een elektricien en zijn vrouw in beeld. |           |                         |                         |                         |
| 7  | "Wallflower" | -         | 18 november 2011        | -                       | -                       |
| 7  | Wanneer een man op misterieuze wijze sterft door een onzichtbare kracht verandert zijn lichaam snel in een spookachtige, witte kleur. Het Fringe team verneemt dat dit geen alleenstaand incident is en er duikt bewijs op dat de onzichtbare moordenaar in verband brengt met een ongekende genetische afwijking. Ondertussen leidt Olivia aan migraines. |           |                         |                         |                         |
| 8  | "Back to Where You've Never Been" | -         | 13 januari 2012         | -                       | -                       |
| 8  | Olivia en Lincoln nemen drastische maatregelen om om te gaan met het aanwezige gevaar van de doorschijnende Shapeshifters, tijdens zijn hulp vindt Peter de weg naar huis terug. Iets ‘daar’ vindt plaats wat niet gebeurd is sinds de universa verbonden werden tijdens het einde van vorig seizoen.                                                      |           |                         |                         |                         |
| 9  | "Enemy of My Enemy" | -         | 20 januari 2012         | -                       | -                       |
| 9  | Peters bezoek aan de overkant wordt intenser naarmate de Alternate FRINGE-divisie het opneemt tegen een formidabele nieuwe vijand in een schrijnende race tegen de klok. |           |                         |                         |                         |
| 10 | "Forced Perspective" | -         | 27 januari 2012         | -                       | -                       |
| 10 | Olivia blijft het hoofd bieden aan de onheilspellende waarschuwing van de waarnemers, terwijl Peter en het team een meisje volgen met het mysterieuze vermogen om de dood te voorspellen. |           |                         |                         |                         |
| 11 | "Making Angels" | -         | 3 februari 2012         | -                       | -                       |
| 11 | Aan deze zijde krijgt Astrid een onverwacht bezoek van haar Alternate, terwijl Peter en Olivia een moordenaar opsporen met een gif dat nog moet worden uitgevonden. Beide universums botsen in een zaak die de grenzen verlegt van wat mogelijk is. |           |                         |                         |                         |
| 12 | "Welcome to Westfield" | -         | 10 februari 2012        | -                       | -                       |
| 12 | Peter, Olivia en Walter komen oog in oog te staan met een mysterieus en angstaanjagend Fringe-evenement terwijl ze vast komen te zitten in een stad waar ze niet aan kunnen ontsnappen. |           |                         |                         |                         |
| 13 | "A Better Human Beeing" | -         | 17 februari 2012        | -                       | -                       |
| 13 | Terwijl het Fringe-team een geesteszieke patiënt onderzoekt die verbonden lijkt te zijn met een reeks moorden, worden angstaanjagende aanwijzingen en verbanden blootgelegd die Olivia naar enkele schokkende onthullingen leiden. |           |                         |                         |                         |
| 14 | "The End of All Things" | -         | 24 februari 2012        | -                       | -                       |
| 14 | De stervende waarnemer komt om Walter en Peter te zien, die extreme maatregelen moeten nemen om te leren welke geheimen hij verbergt en te bepalen of hij weet waar Olivia is. Ondertussen probeert David Robert Jones, Olivia te dwingen haar cortexiphan-vaardigheden te gebruiken door Nina te martelen.                                                |           |                         |                         |                         |
| 15 | "A Short Story About Love" | -         | 23 maart 2012           | -                       | -                       |
| 15 | Na de recente schokkende onthullingen en emotionele gebeurtenissen, weegt Peter zijn opties af terwijl het Fringe-team een moordenaar onderzoekt die zich op liefde richt. |           |                         |                         |                         |
| 16 | "Nothing As It Seems" | -         | 30 maart 2012           | -                       | -                       |
| 16 | Het Fringe-team staat voor een zaak die Peter vertrouwd voorkomt. Vreemd genoeg vindt het plaats in deze tijdlijn. |           |                         |                         |                         |
| 17 | "Everything In Its Right Place" | -         | 6 april 2012            | -                       | -                       |
| 17 | Lincoln reist naar de andere kant om samen te werken met Fauxlivia en zijn eigen Alternate, terwijl ze op zoek zijn naar een burgerwacht met een verrassende connectie met de shapeshifters. |           |                         |                         |                         |
| 18 | "The Consultant" | -         | 13 april 2012           | -                       | -                       |
| 18 | Walter reist naar het Alternate universum om te helpen bij het onderzoek naar een Fringe-evenement met banden met beide werelden. Ondertussen onthult David Robert Jones zijn volgende doelwit. |           |                         |                         |                         |
| 19 | "Letters of Transit" | -         | 20 april 2012           | -                       | -                       |
| 19 | Het Fringe-team gaat terug naar de toekomst, want het verhaal springt vooruit tot 2036, wanneer de waarnemers en het Fringe-team zich bezighouden met een spelveranderende strijd. |           |                         |                         |                         |
| 20 | "Worlds Apart" | -         | 27 april 2012           | -                       | -                       |
| 20 | De teams aan beide zijden vechten voor een gemeenschappelijke zaak, en er zijn schokkende ontwikkelingen verbonden aan de Cortexiphan-kinderen. |           |                         |                         |                         |
| 21 | "Brave New World (part 1)" | -         | 4 mei 2012              | -                       | -                       |
| 21 | Een mysterieus Fringe-evenement waarbij mensen spontaan verbranden, dwingt Walter zijn pijnlijke verleden te herbekijken terwijl het Fringe-team tegenover David Robert Jones staat om de wereld of werelden te redden. |           |                         |                         |                         |
| 22 | "Brave New World(part 2)" | -         | 11 mei 2012             | -                       | -                       |
| 22 | Het Fringe-team wordt naar het breekpunt gedrongen terwijl ze wanhopig proberen een catastrofale gebeurtenis te voorkomen die het leven van iedereen bedreigt. |           |                         |                         |                         |

## Seizoen 5: 2012-2013 (Slot)
| #  | Titel | Schrijver | Datum eerste uitzending | Datum eerste uitzending | Datum eerste uitzending |
| #  | Titel | Schrijver | Verenigde Staten        | Nederland               | België                  |
| -- | --- | --------- | ----------------------- | ----------------------- | ----------------------- |
| 1  | "Transilience Thought Unifier Model-11" | -         | 28 september 2012       | -                       | -                       |
| 1  | (Het verhaal sluit aan aan S4e19) Het is 2036. Het Fringe-team, al 20 jaar in amber bewaard, is nu een rebels verzets-team dat strijdt voor vrijheid. Peter, herenigd met zijn inmiddels volwassen dochter, Etta, gaat op zoek naar wat er is gebeurd met zijn vrouw en de moeder van Etta, Olivia. Tevens beginnen ze hun missie om de wereld te redden van de waarnemers.                          |           |                         |                         |                         |
| 2  | "In Absentia" | -         | 5 oktober 2012          | -                       | -                       |
| 2  | Het Fringe-team bezoekt het Harvard-lab opnieuw, nu onder toezicht van de waarnemer, om te proberen de informatie te vinden die ze nodig hebben terwijl het team vecht in hun missie om de wereld te redden. |           |                         |                         |                         |
| 3  | "The Recordist" | -         | 12 oktober 2012         | -                       | -                       |
| 3  | Terwijl het schurkachtige Fringe-team blijft vechten tegen de invasie van de onderdrukkende waarnemers, leiden onvoorziene gebeurtenissen hen naar een bos waar ze een vreemde subcultuur van mensen tegenkomen die zich toeleggen op het vastleggen van de menselijke geschiedenis. |           |                         |                         |                         |
| 4  | "The Bullet That Saved The World" | -         | 26 oktober 2012         | -                       | -                       |
| 4  | Wanneer het Fringe-team een spoor volgt naar een vijandige en zwaar bewaakte locatie, duikt Phillip Broyles weer op ... maar kan hij worden vertrouwd? |           |                         |                         |                         |
| 5  | "An Origin Story" | -         | 2 november 2012         | -                       | -                       |
| 5  | Het Fringe-team reageert op recente verwoestende gebeurtenissen en een sleutelfiguur maakt een cruciale en schokkende stap. |           |                         |                         |                         |
| 6  | "Through the Looking Glass and What Walter Found There" | -         | 9 november 2012         | -                       | -                       |
| 6  | Een Fringe-teamlid neemt een nieuwe rol aan, en Walter volgt een aanwijzing naar een belangrijk stuk nodig in de strijd tegen de Waarnemers. |           |                         |                         |                         |
| 7  | "Five-Twenty-Ten" | -         | 16 november 2012        | -                       | -                       |
| 7  | Naarmate de strijd voor de toekomst intenser wordt, orkestreert een lid van het Fringe-team een eigen Fringe-evenement. |           |                         |                         |                         |
| 8  | "The Human Kind" | -         | 7 december 2012         | -                       | -                       |
| 8  | Olivia ontmoet een zeer intuïtief en orakel-achtig persoon genaamd Simone als ze onderzoekt om een belangrijk stuk apparatuur voor Walter te herstellen. Ondertussen bevindt Peter zich in een gevaarlijke situatie terwijl hij Windmark observeert. |           |                         |                         |                         |
| 9  | "Black Blotter" | -         | 14 december 2012        | -                       | -                       |
| 9  | In een poging om een plan te herroepen om de waarnemers te verslaan, neemt Walter een LSD-trip ter herinnering. Ondertussen traceren Peter en Olivia een mysterieus signaal naar het bos, waar ze een gruwelijke scène tegenkomen. |           |                         |                         |                         |
| 10 | "Anomaly XB-6783746" | -         | 21 december 2012        | -                       | -                       |
| 10 | Het Fringe-team heeft te weinig tijd om de wereld te redden. Terwijl Peter, Olivia, Astrid en Walter zich wagen om een belangrijk stuk van de puzzel te kraken om de waarnemers te verslaan, roepen ze de hulp in van Nina Sharp die een plan aanroept. |           |                         |                         |                         |
| 11 | "The Boy Must Live" | -         | 11 januari 2013         | -                       | -                       |
| 11 | Naarmate de tijd drastisch afneemt, stoppen Peter, Olivia en Walter voor niets om het universum te redden van de Waarnemer-heersers. Walter gaat de beruchte deprivatie tank binnen in een poging om een sleutel tot een stuk informatie over de mysterieuze figuur, Donald, bloot te leggen. Ondertussen gaat kapitein Windmark op een zelfonthullende missie, zodat oude vragen worden beantwoord. |           |                         |                         |                         |
| 12 | "Liberty" | -         | 18 januari 2013         | -                       | -                       |
| 12 | Het Fringe-team gaat een wanhopig plan aan, terwijl Olivia een gevaarlijke en buitenaardse reis naar het onbekende begint. |           |                         |                         |                         |
| 13 | "An Enemy of Fate" | -         | 18 januari 2013         | -                       | -                       |
| 13 | Peter, Olivia, Walter, Astrid en Broyles staan tegenover de Waarnemers in een laatste en buitengewone strijd om het lot van de mensheid. |           |                         |                         |                         |